# Комплекс хімії хлору та мономеру вінілхлориду в Сент-Обан
Комплекс хімії хлору та мономеру вінілхлориду в Сент-Обан – виробничий майданчик хімічного спрямування на південному сході Франції.
Хімічний майданчик в Сент-Обані запустила в 1915 році на замовлення французької держави Compagnie des Produits Chimiques d’Alais et de la Camargue (з 1948-го Pechiney) з метою продукування хімічної зброї – хлору. Він використовував технологію електролізу та споживав хлорид натрію (поставки останнього могли здійснюватись з соляних промислів Salin de Giraud в усті Рони).
В 1919-му на заводі організували випуск хлороцтової кислоти (продукт хлорування оцтової кислоти).
Електроліз хлориду натрію продукує не лише хлор, але й каустичну соду (постачалась глиноземним заводам) та певні обсяги водню. В 1924-му на основі останнього стали продукувати аміак. 
В 1954-му почали випуск полімеру, для чого з карбіду кальцію отримували ацетилен, який реакцією з хлорводнем перетворювали на мономер вінілхлориду (а останній на полівінілхлорид). В 1963-му цей напрямок суттєво розширили.
У 1968-му технологію виробництва мономеру вінілхлориду замінили на нафтохімічну. При цьому використовували хлор та етилен, який постачали по етиленопроводу Лавера/Берр – Сент-Обан. Станом на 1980-й завод міг випускати 120 тисяч тонн мономеру вінілхлориду на рік. 
В 1986-му стартувало виробництво 1,1,1-трихлоретану, а в 1988-му запустили новий цех полівінілхлориду. В 1989-му асортимент розширили за рахунок хлорбіфенілу.
Станом на кінець 1990-х майданчик щорічно споживав 300 тисяч тонн солі, яку доправляли залізницею, та 70 тисяч тонн етилену. Це давало можливість виробляти 40 тисяч тонн хлороцтової кислоти, 35 тисяч тонн трихлоретилену, 55 тисяч тонн трихлоретану, певні обсяги тетрахлоретилену, 400 тисяч тонн кальцинованої соди та 130 тисяч тонн полівінілхлориду. Також могли випускати кополімер – полівінілхлоридацетат. 
В 2005-му виробництво мономеру вінілхлориду зупинили, проте продовжили випускати полівінілхлорид із мономеру, який доправляли з розташованих в усті Рони заводів мономеру вінілхлориду в Фос-сюр-Мер та Лавері. Зупинка продукування мономеру означала суттєве зменшення споживання хлориду натрію, що призвело до зменшення потужності соляного промислу Salin de Giraud більш ніж удвічі.
Що стосується компаній, які опікувались цим майданчиком, то з 1962-го це була Societe Produits Chimiques Pechiney Saint-Gobain (спільне підприємство на паритетних засадах з Compagnie de Saint-Gobain, яка внесла свій хімічний завод в Сен-Фоні, асортимент якого також включав полівінілхлорид та, пений час мономер вінілхлориду), з 1971-го Societe Rhone-Progil, з 1974-го Rhone-Poulenc Industries, а з 1980-го майданчик опинився під контролем спільного підприємства нафтогазових Elf-Aquitaine і Total – Chloé Chimie, що сконцентрувало активи, пов’язані з хлором та етиленом (в цій компанії Elf-Aquitaine і Total мали по 40%, тоді як ще 20% отримала Rhône-Poulenc в обмін на свій хімічний бізнес). В 1983-му Total продала Elf Aquitaine свою частку в Chloé Chimie, після чого Elf Aquitaine створила компанію Atochem (остання отримала активи не лише Chloé Chimie, але й ATO Chimie та Produits Chimiques Ugine Kuhlmann). В 1992-му Atochem була перейменована на Elf Atochem), а з 2000-го остання стала Atofina, що відображало поглинання Elf-Aquitaine нафтогазовим гігантом Total. Втім, зміни власників не завершились на Atofina. В 2004-му вона була трансформована у Arkema з метою певного відокремлення від Total та виводу на біржу.
В 2012-му Arkema продала свій бізнес з виробництва вінілхлориду компанії Kem One, проте продовжила займатись в Сент-Обані хімією хлору. Наразі головним продуктом заводу є трихлоретан, а необхідний для його виробництва хлор отримують електролізом за найбільш сучасною мембранною технологією. Також випускають хлорований проміжний продукт, який постачають на завод у П'єрр-Беніт для продукування особливого полімеру –  полівініліденфториду (сировиною для вініліденфториду є 1,1-дифтор-1-хлоретан, який отримують хлоруванням 1,1-дифторетану).
Також майданчик має установку спалювання хлоровмісних відходів потужністю 25 тисяч тонн на рік, яка продукує соляну кислоту. Перші досліди по цьому напрямку провели в Сент-Обані в 1972 – 1974 роках, коли спорудили установку здатну спалювати 16 тисяч тонн відходів, а в 1997-му запустили установку річною продуктивністю 45 тисяч тонн.